# Порок (этика)
Поро́к — этический термин, обозначающий укоренённость в грехе и недолжном поведении. Впервые порок (греч. κακία) осмысливает Аристотель в своем трактате Никомахова этика, где это слово является антонимом добродетели. Термин используется и в средневековой этике (Пьер Абеляр) и обычно сопоставлялся с грехом. Если грех воспринимался как поступок и результат выбора, то порок (лат. vitium) трактовался как аморальная склонность, которая превращается в пагубную привычку.
В настоящее время пороком может называться привычка совершать мелкие проступки (опаздывать на работу, курить, пьянствовать, мусорить, ругаться матом, справлять нужду в неподходящем месте).